# Tidslinje over felttoget i Nordafrika
Tidslinje for Felttoget i Nordafrika.

## 1940
- 10. juni: Kongeriget Italien erklærer krig mod Frankrig og Storbritannien[1]
- 14. juni: Britiske styrker krydser over grænsen fra Egypten til Libyen og erobrer Fort Capuzzo[2]
- 16. juni: Det første kampvognsslag under felttoget i Nordafrika finder sted ved Nezuet Ghirba[2]
- 13. september: Italienske styrker invaderer Egypten fra Libyen
- 16. september: Italienske styrker danner front øst for Sidi Barrani
- 9. december: Britiske og indiske tropper indleder Operation Compass med slaget ved Marmarica
- 9. december: Indiske styrker erobrer Nibeiwa under dække af britisk artilleri
- 9. december: Britiske kampvogne og indiske tropper løber Tummar West og Tummar East over ende
- 10. december: Indiske styrker erobrer Sidi Barrani med støtte fra britisk artilleri
- 11. december: Pansrede britiske styrker ankommer til Sofafi men libyske og italienske divisioner undslipper
- 16. december: Sollum erobres af de allierede

## 1941
- 5. januar: Bardia erobres af britiske og australske styrker
- 22. januar: Tobruk erobres af britiske og australske styrker
- 30. januar: Australiere erobrer Derna, Libyen
- 5. februar: Beda Fomm erobres af briterne
- 6. februar:
  - Benghazi falder til Western Desert Force.
  - Generalløjtnant Erwin Rommel udpeges til chef for Afrika Korpset.
- 7. februar: Resterne af 10. italienske armé overgiver sig
- 9. februar: Churchill beordrer britiske og australske styrker til at stoppe fremrykningen ved El Agheila for at gøre det muligt at overføre tropper til forsvaret af Grækenland
- 14. februar: De første enheder i Afrika Korps under Erwin Rommel begynder at ankomme til Libyen i Operation Sonnenblume
- 24. marts: Allierede styrker ved El Agheila besejres. Erwin Rommel indleder sin fremrykning
- 4. april: Australske og britiske styrker trækkes tilbage fra Benghazi, som erobres af Aksemagterne
- 6. april: 3. pansrede britiske brigade tages til fange ved Derna
- 8. april: Britiske, indiske og australske styrker fanges ved Mechili
- 10. april: Belejringen af Tobruk begynder med australske, britiske og indiske styrker i forsvaret
- 15. april: Britiske styrker trænges tilbage til Sollum ved grænsen mellem Egypten og Libyen
- 30. april: Australske styrker mister en lille del af deres stillinger i Tobruk under slaget om frontfremspringet. Omkring en sjettedel af Tobruk er nu besat af tyskerne
- 3. maj: Australsk modangreb ved Tobruk slår fejl
- 15. maj: Britiske tropper indleder Operation Brevity for at få mere område hvorfra de kan indlede Operation Battleaxe senere på året[3]
- 16. maj: Italienske tropper angriber australske styrker i Tobruk og tvinger dem til at trække sig tilbage
- 16. maj: Operation Brevity aflyses. Allierede styrker falder tilbage til Halfaya Passet, som blev erobret den foregående dag[4]
- 26. maj: Tyske styrker indleder Operation Skorpion og rykker frem til Halfaya Passet
- 27. maj: Tyske styrker generobrer Halfaya Passet; britiske tropper tvinges til at trække sig tilbage[5]
- 15. juni: Britiske og indiske tropper indleder Operation Battleaxe som slår fejl
- 5. juli: Auchinleck afløser Wavell som øverstkommanderende i Mellemøsten
- 15. august: Panzergruppe Afrika aktiveres med Rommel som chef
- 18. september: Tysk luftangreb på Cairo hvor 39 egyptiske civile mister livet og næsten 100 bliver såret, hvilket bringer fordømmelser mod Aksemagterne i den arabiske og muslimske presse. Radio Berlin undskylder senere til sine arabiske lyttere.
- 1. oktober: 5. lette division omdøbes til 21. panzerdivision
- 18. november: Auchinlecks offensiv (Operation Crusader) begynder med britiske, indiske, sydafrikanske og newzealandske styrker.
- 21. november: Britisk pansret division besejres ved Sidi Rezegh og trækker sig tilbage
- 22. november
  - Newzealandske styrker angriber Bir Ghirba, men angrebet slår fejl
  - Indiske tropper erobrer Sidi Omar
- 23. november: Newzealandske styrker udnytter den indiske fremrykning til at ødelægge Afrikakorpsets hovedkvarter ved Bir el Chleta
- 23. november:
  - Rommel indleder pansrede angreb mod 30. britiske korps, men møder modstand fra Sydafrikanske, newzealandske og britiske styrker.
  - Britiske og newzealandske styrker trækker sig tilbage mod Bir el Gubi
- 25. november:
  - Panzerangreb mod indiske styrker ved Sidi Omar slås tilbage
  - Ved et nye angreb om aftenen ødelægger indiske styrker den 5. panzerdivision
- 26. november: Ritchie afløser Cunningham som chef for 8. armé
- 27. november: Newzealandske tropper ved Sidi Azeiz besejres af overvældende fremrykning af panser og tysk infanteri
- 28. november: Selv om 15. panzerdivision er i undertal 2:1 tvinger de britiske kampvogne til at trække sig tilbage, hvilket afslører de newzealandske styrker ved Ed Duda på vejen udenom Tobruk
- 1. december: Newzealandske tropper i Sidi Rezegh lider svære tab til panzerenheder.
- 3. december:
  - Tysk infanteri lider stort nederlag til newzealandske styrker på Bardiavejen nær Menastir
  - Tyske styrker lider tab til indiske styrker og trækker sig tilbage ved Capuzzo (Trigh Capuzzo)
- 4. december:
  - Newzealandske styrker afviser tyske angreb mod Ed Duda
  - Indiske tropper trues af udmattelse i et op-ad-bakke forsøg på at erobre Point 174 overfor forskansede italienske styrker og uden artilleristøtte
- 7. december: Belejringen af Tobruk hævet af 8. armé, som består af britiske, indiske, newzealandske og sydafrikanske styrker
- 13. december:
  - 8. armé angriber Gazala linjen
  - Newzealandske styrker stoppes ved Alem Hamza
  - Indiske styrker erobrer Point 204
  - Indiske infanteri står overfor Afrika Korps og trods svære odds ødelægger de 15 af 39 panzere
- 14. december: Indiske tropper afviser gentagne panzerangreb mod Point 204
- 15. december: Tyske fremstød løber britiske styrker på vej til Point 204 over ende, men indiske styrker ved Point 204 holder ud
- 16. december: Da Rommel kun har få panzere tilbage beordrer han tilbagetog fra Gazala linjen
- 24. december: Britiske styrker erobrer Benghazi
- 25. december: Agedabia nås af de allierede
- 27. december: Rommel påfører de britiske kampvogne store tab, og de må trække sig tilbage, hvilket giver Rommel mulighed for at falde tiltage til El Agheila
- 31. december: Frontlinjen vender tilbage til El Agheila

## 1942
- 21. januar
  - Rommels anden offensiv begynder
  - En enkelt Heinkel He 111 fra Sonderkommando Blaich bomber med held flyvepladsen Fort Lamy [6]
- 23. januar: Agedabia erobres af aksestyrker
- 29. januar: Benghazi erobres af aksestyrker
- 4. februar: Frontlinjen etableres mellem Gazala og Bir Hakeim
- 26. maj: Aksestyrker angriber Gazala linjen, slaget ved Gazala og slaget ved Bir Hakeim begynder
- 11. juni: Aksestyrker indleder offensiven fra "kedel" stillingen
- 13. juni: "Black Sunday". Aksestyrker påfører de britiske pansrede divisioner stort nederlag
- 21. juni: Tobruk erobres af aksestyrker
- 28. juni: Mersa Matruh i Egypten falder til Rommel.
- 29. juni: Amerikanske rapporter fra Egypten om britiske militæroperationer holder op med at bruge den kompromitterede "Black Code" som aksemagterne kunne afkode.
- 30. juni: Aksestyrker når til El-Alamein og angriber de allierede stillinger, Første slag om el-Alamein begynder
- 4. juli: Første slag om el-Alamein fortsætter da aksestyrkerne graver sig ned og 8. armé indleder en række angreb
- 31. juli: Auchinleck afblæser offensive aktiviteter for at give 8. armé tid til at omgruppere og få nye forsyninger
- 13. august: Alexander og Montgomery overtager kommandoen over henholdsvis Mellemøsten og 8. armé
- 30. august: Rommel indleder slaget ved Alam el Halfa, som mislykkes
- 23. oktober: Montgomery indleder Operation Lightfoot, der er starten på Andet slag om el-Alamein
- 5. november: Axsestyrkernes front ved El-Alamein bliver brudt
- 8. november: Operation Torch indledes under kommando af general Eisenhower, Allierede styrker går i land i Marokko og Algeriet.
- 9. november: Sidi Barani erobres af 8. armé
- 13. november: Tobruk erobres af 8. armé
- 15. november: Britiske styrker erobrer Derna i Libyen.
- 17. november: 1. britiske armé (Den østlige styrke i Operation Torch) møder aksestyrker ved Djebel Abiod i Tunesien
- 20. november: Benghazi erobres af 8. armé
- 27. november: 1. armés fremrykning stoppes mellem Terbourba og Djedeida, 19 km fra Tunis, af et modangreb fra aksestyrkerne
- 10. december: 1. armés front trænges tilbage til forsvarsstillinger øst for Medjez el Bab
- 12. december: 8. armé indleder en offensiv mod aksestyrker nær El Agheila
- 22. december: 1. armé indleder en tredages offensiv mod Tebourba, som slår fejl
- 25. december: Sirte erobres af 8. armé

## 1943
- 23. januar: Tripoli erobres af den britiske 8. armé
- 30. januar: Aksestyrker erobrer Faïd passet i det centrale Tunesien
- 4. februar: Aksestyrer i Libyen trækker sig tilbage til Tunesiens grænse syd for Mareth-linjen
- 14. februar: Askestyrker rykker frem fra Faïd for at indlede slaget ved Sidi Bou Zid og når Sbeitla to dage senere
- 19. februar: Slaget ved Kasserinepasset indledes af aksestyrker
- 6. marts: Aksestyrker indleder Operation Capri mod 7. armé ved Medenine men mister 55 kampvogne
- 16. marts: Slaget om Mareth-linjen begynder[7]
- 19. marts: 8. armé indleder Operation Pugilist
- 23. marts: 2. amerikanske korps dukker frem fra Kasserine for at imødegå aksestyrkerne i slaget ved El Guettar. Slaget om Mareth-linjen slutter.[7]
- 26. marts: 8. armé indleder Operation Supercharge II som omgår aksemagternes stilling med Mareth og gør den umulig at hold. Slaget ved Tebaga Gap finder sted.[8]
- 6. april: Højre fløj af 1. armé får forbindelse til 8. armé. Slaget ved Wadi Akarit finder sted.
- 22. april: Allierede styrker indleder Operation Vulcan
- 6. maj: Allierede styrker indleder Operation Strike[9]
- 7. maj: Briterne går ind i Tunis, amerikanerne i Bizerte
- 13. maj: Aksemagterne overgiver sig i Tunesien.